# Časovna enačba
Časóvna enáčba je funkcija, ki v odvisnosti od dneva v letu določa velikost razlike med pravim in srednjim Sončevim časom. To je tudi razlika med časom, ki ga kažejo sončne ure in običajne ure (npr. mehanske ali elektronske), ki merijo standardni čas (tečejo enakomerno celo leto in v celotnem časovnem pasu enako). Sončna ura lahko prehiteva do 16 m 33 s (okoli 3. novembra) ali pa zaostaja do 14 m 6 s za pravim Sončevim časom.

## Značilnosti časovne enačbe
Časovno enačbo se lahko zapiše na naslednji poenostavljen način:
Časovna enačba = pravi Sončev čas – srednji Sončev čas
ali malo drugače:
Časovna enačba = čas sončne ure – čas običajne ure.
Časovna enačba ima štirikrat v letu vrednost 0. Takrat ni razlike med pravim in srednjim Sončevim dnevom (to je 15. aprila, 14. junija, 1. septembra in 25. decembra, glej diagram na desni). Samo v teh dnevih je poldan takrat, ko Sonce prečka krajevni poldnevnik. V vseh ostalih primerih pa Sonce zaostaja ali prehiteva običajne ure. Časovna enačba je posledica:
- nagiba Zemljinega ekvatorja proti ekliptiki
- neenakomerne hitrosti gibanja Zemlje okrog Sonca

Na časovno enačbo enako vplivata oba vzroka tako, da je ta pravzaprav vsota obeh vplivov. Največja razlika zaradi hitrosti Zemlje je približno 7 m, zaradi nagiba osi pa približno 10 minut.

### Vpliv nagiba vrtilne osi
Zemljina vrtilna os oziroma ravnina ekvatorja je nagnjena proti ravnini ekliptike za kot med 22,1 in 24,5° (s periodo 41.000 let, trenutno se zmanjšuje). Če se predpostavi, da je Zemljin tir krožnica, potem je gibanje Sonca po ekliptiki enakomerno. Pravi Sončev čas je v resnici preslikava tega gibanja na nebesni ekvator. Zaradi tega je vpliv nagiba Zemljine vrtilne osi največji v času enakonočij (okoli 21. marca in 23. septembra). V tem času je del časovne enačbe, ki je odvisen samo od nagiba Zemljine vrtilne osi, enak nič. V času med pomladnim enakonočjem in poletnim Sončevim obratom Sončeva ura zaostaja (največ okoli 5. februarja in 5. avgusta). Med jesenskim enakonočjem in zimskim Sončevim obratom pa Sončeva ura prehiteva (največ okoli 5. maja in 5. novembra).

### Vpliv hitrosti Zemlje
Tir poti Zemlje okrog Sonca ni krožnica, ampak je elipsa. Zaradi tega ima Zemlja različne hitrosti na svoji poti. Kadar je Soncu bliže, je njena hitrost večja, kadar pa je od njega bolj oddaljena, je hitrost manjša. Med 31. decembrom in 1. julijem sončna ura zaostaja, med 1. julijem in 31. decembrom pa prehiteva.

## Analema
Če se vsak dan med letom na navidezno nebesno sferro nariše Sončevo lego ob istem siderskem času, se dobi obliko osmice, ki se imenuje analema.